# Jefthas dotter
Jefthas dotter är en svensk film från 1919 i regi av Robert Dinesen. Filmen premiärvisades 20 oktober 1919. 
Filmen spelades in vid Palladiumfilms ateljéer i Hellerup i Danmark med exteriörer från Teleborgs slott utanför Växjö. För koreografin svarade Sven Tropp och Oscar Tropp och medlemmar ur Operans balett medverkar i balettscenerna. 
Filmens titel anspelar på den bibliska berättelsen om Jefta och hans dotter i Domarboken i Gamla Testamentet.

## Rollista (i urval)
- Bror Olsson – Juhani Leno, berömd advokat
- Signe Kolthoff – Maria Leno, hans dotter
- Peter Nielsen – Gustav Aho, mördare
- August Palme – Gamle Erkki, Juhanis faktotum
- Göta Klintberg – Marika, Erkkis hustru
- Ernst Eklund – Runo Procopé, författare
- Ebon Strandin
- Anna Tropp
- Sven Tropp
- Oscar Tropp